# ويليام ريتشاردز كاسل
ويليام ريتشاردز كاسل هو محامي وسياسي أمريكي، ولد في 19 مارس 1849 في هونولولو في الولايات المتحدة، وتوفي في 5 يونيو 1935. نشط حزبياً في Independent (Kuokoa) Party ‏.